# Vipitenum

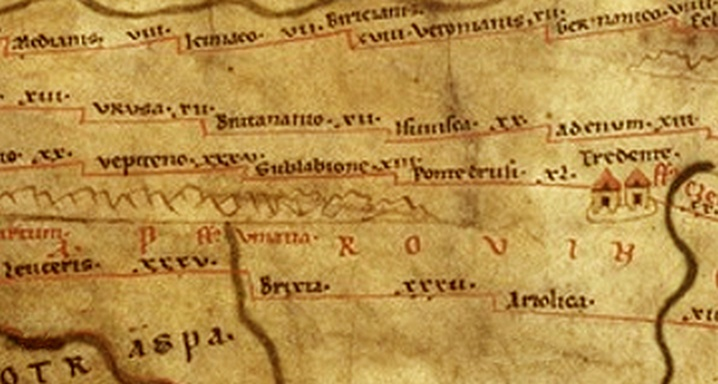
Ausschnitt der Tabula Peutingeriana mit den Stationen Vepitenum, Sublavio, Pons Drusi und Trient

Vipitenum oder Vepitenum war eine römische Straßenstation der Via Raetia auf dem Gebiet des heutigen Sterzing (Südtirol). Sie dürfte von den Römern nach Eroberung des Gebietes im 1. oder 2. Jh. n. Chr. errichtet worden sein und bis ins 5. oder 6. Jahrhundert bestanden haben.

## Geschichte
Das Gebiet bei Sterzing befand sich im Siedlungsgebiet der eventuell rätischen Breonen. Im Zuge der frühen Expansionsbemühungen unter Kaiser Augustus, den Augusteischen Alpenfeldzügen, zogen die Römer 15 v. Chr. unter dem Feldherrn Drusus durch das Wipptal, unterwarfen die dortigen Stämme und richteten die Provinzen Raetia und Noricum ein.
Die Römer errichteten die Mansio Vipitenum als Station der Via Raetia. Auf dieser Strecke war Vipitenum die Station zwischen Sublavio und Veldidena. Die Stationen trennte in der Regel die Distanz einer Tagesreise. Die gesamte Siedlung Vipitenum bestand aus einem Castrum, einem Gräberfeld und einem Vicus. Vielleicht gab es auch Thermenanlagen.
Die Anlage dürfte im späten 4. oder im 5. Jahrhundert durch die Reichsteilung von 395 und den Untergang des Römischen Reiches aufgelassen worden sein. Die Unruhen der Völkerwanderung dürften die militärischen Anlagen nicht mehr überstanden haben. Der Vicus hat diese Zeit überlebt und ist noch im Frühmittelalter nachzuweisen.

## Archäologie

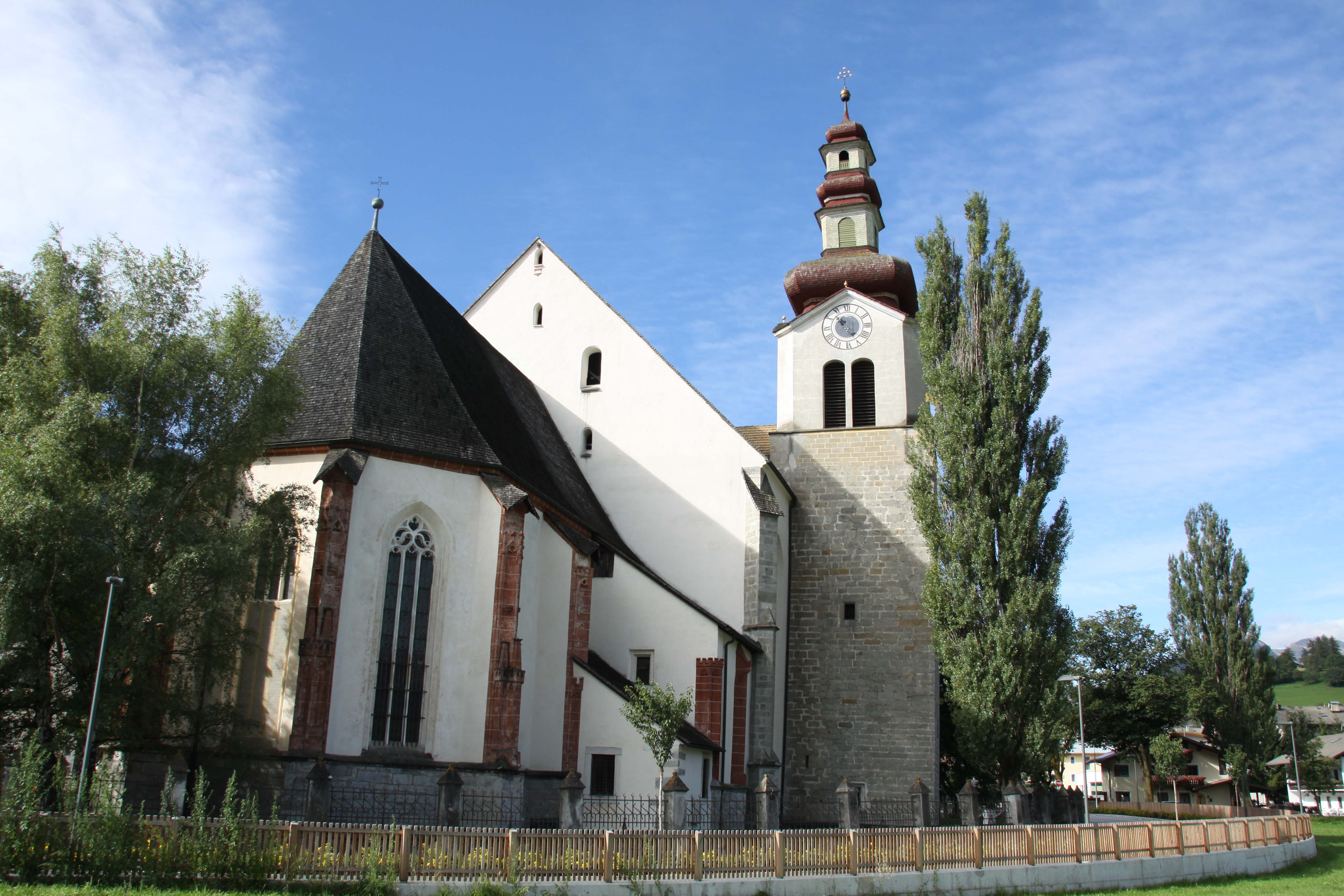
Das Gebiet der Pfarrkirche spielte zur Römerzeit bereits eine wichtige Rolle.

Die antike Besiedlung des Sterzinger Talkessels fokussierte sich auf das Gebiet zwischen Thuins und der Pfarrkirche. Bereits vor Ankunft der Römer stand auf dem Kronbühel eine ur- und frühgeschichtliche Wallburg.
Auf der Anhöhe zwischen dem Eisack und Thuins wurden Funde des Castrums gemacht und in der Vill in Thuins wurden Fundamente des Vicus freigelegt. Auch das Gebiet bei der Pfarrkirche Unsere Liebe Frau im Moos dürfte bereits zur Römerzeit als Kultstätte benutzt worden sein. Darauf weisen ein römisches Gräberfeld und ein Grabstein des 2. oder 3. nachchristlichen Jahrhunderts hin, der bei der Aushebung des Langhauses der Kirche 1497 gefunden worden ist.
Die Römerstraße dürfte bei Freienfeld auf die westliche Seite des Eisack gewechselt haben, wo sie nach Vipitenum führte.

## Name
Der Name Vipitenum findet sich erstmals im Itinerarium Antonini aus dem 3. Jh. n. Chr. Auf der Tabula Peutingeriana (4. Jh.) ist er als Vepitenum verzeichnet. Die Römer übernahmen in der Regel bereits bestehende Ortsnamen, da sie mit Dolmetschern unterwegs waren und bei den kleinen Alpenstämmen zur Unterwerfung kein Kampf nötig war. Am wahrscheinlichsten geht der Name auf einen vorrömischen Personennamen der rätisch-etruskischen Schicht zurück. Es bietet sich der belegte Personenname Vipiθenes an. Der Name dürfte sich ursprünglich nur auf das Vicus bezogen haben und wurde dann für die gesamte Anlage benutzt.
Auch in der nachrömischen Bevölkerung spielte der Name noch eine Rolle. In der sogenannten Quartinus-Urkunde von 827/28 ist dieser Name bezogen auf einen Vicus und eine Befestigung in der vulgärlateinischen Form aufgeführt; es geht dabei um Liegenschaften ad Uuipitina in castello et in ipso vico. Ab dem Mittelalter wurde der Name für das Tal gebraucht, wobei er auch von den Bajuwaren benutzt wurde, wie die eingedeutschten Formen Wibitin (1050–1065), Wibetwald (1170) und natürlich Wipptal beweisen. Von Ettore Tolomei wurde der Name Vipitenums im frühen 20. Jahrhundert wieder aufgegriffen, um für die Stadt Sterzing die moderne italienische Namensform Vipiteno zu kreieren.